# Trees Huberts-Fokkelman
Trees Huberts-Fokkelman ('s-Hertogenbosch, 18 februari 1934 – Tilburg, 31 oktober 2013) was een Nederlands politicus namens de KVP en het CDA.
Ze doorliep het Sint Maria Lyceum voor meisjes in Den Bosch waar ze het gymnasium behaalde. Daarna studeerde ze rechten aan de Katholieke Universiteit Nijmegen. Huberts-Fokkelman was werkzaam als assistent-griffier bij de Tweede Kamer voor ze politiek carrière maakte in de gemeentelijke en provinciale politiek. Van 1991 tot 1995 was ze lid van de Eerste Kamer waar ze woordvoerster binnenlandse zaken was. Bij haar afscheid werd ze gedecoreerd als Officier in de Orde van Oranje-Nassau.